# Marianne Stuwe
Marianne Stuwe (* 23. September 1955) ist eine ehemalige deutsche Radrennfahrerin.
1976 wurde Marianne Stuwe zweifache deutsche Meisterin, im Straßenrennen sowie in der Einerverfolgung  auf der Bahn. 1977, 1979 und 1981 wurde sie Vize-Meisterin im Straßenrennen, 1977 Dritte in der Einerverfolgung und 1978 Dritte im Straßenrennen. 1981 startete Stuwe bei den Straßen-Weltmeisterschaften in Prag.

## Ehrungen
- 1981 Sportlerin des Jahres der Stadt Herford
- 1981 Sportlerin des Jahres des Kreises Herford
- 1981 Sportlerin des Jahres von Ostwestfalen-Lippe